# Joan Romero
Joan Romero González (Albacete, 1953) es un político socialista y catedrático de Geografía Humana español.
Licenciado en Geografía e Historia por la Universidad de Valencia, ha sido profesor visitante en la Universidad de Leeds. Actualmente es Catedrático de Geografía Humana en la Universidad de Valencia y fue director del Instituto de Desarrollo Local hasta 2008. Militante del Partido Socialista del País Valenciano-PSOE, fue Secretario General del mismo de 1997 a 1999, en sustitución de Joan Lerma. Fue elegido diputado por la provincia de Valencia en las elecciones generales de 1982 y 1996. Ha sido secretario general técnico del Ministerio de Educación de España y consejero de Educación y Ciencia de la Generalidad Valenciana de 1993 a 1995.
Desde 2002 es responsable del proyecto de investigación Estrategias de Cooperación y Desarrollo Territorial en España y participa en proyectos de investigación de la European Spatial Planning Observation Network.

## Publicaciones
- Geografía Humana. Procesos riesgos e incertidumbres en un mundo globalizado (2004)
- Las Otras Geografías (2006)
- España inacabada (2006)
- Desde la margen izquierda (2012) junto con Joaquín Azagra